# ريغي كيلي
ريغي كيلي (بالإنجليزية: Reggie Kelly)‏ هو لاعب كرة قدم أمريكية أمريكي، ولد في 22 فبراير 1977 في أبردين في الولايات المتحدة.

## وصلات خارجية
- ريغي كيلي على موقع مرجع كرة القدم المحترفة.كوم (الإنجليزية)